# Platypalpus tenellus
Platypalpus tenellus är en tvåvingeart som beskrevs av Axel Leonard Melander 1902. Platypalpus tenellus ingår i släktet Platypalpus och familjen puckeldansflugor.
Artens utbredningsområde är Arizona. Inga underarter finns listade i Catalogue of Life.